# Akademiskt ämne
| Akademiskt ämne |
| --- |
| Kollage med olika typer av akademiska ämnen. - Betydelse – lära och vetenskap som lärs ut på universitet eller högskola - Bakgrund – antikens Grekland och Rom (trivium och quadrivium) - Grupperingar – humaniora, samhällsvetenskaper, naturvetenskaper, formella vetenskaper och tillämpad forskning |

Ett akademiskt ämne är en lära och vetenskap som studeras och lärs ut på ett universitet eller högskola. Det är ofta föremål för en egen institution. Ämnet definieras vanligtvis av fakulteter och akademier som studerar ämnet, liksom via akademiska publikationer där man samlar relaterad forskning.
Vissa akademiska ämnen har en lång historia och är väletablerade på en mängd olika läroinstitutioner, vilket då ofta syns i mängden specialiserade publikationer och konferenser som tillägnas dem. Detta kan kontrasteras mot ämnen som först på senare år fått status som eget forskningsämne och då endast på enstaka platser. Exempel på akademiska ämnen är idéhistoria, museologi, datavetenskap, medie- och kommunikationsvetenskap, organisationsteori och pedagogik. Ett större akademiskt ämne kan ha olika undergrenar eller -discipliner.

## Indelning
Läroämnen har ofta tät koppling till de etablerade vetenskaperna i ett samhälle, och där vetenskaper kan delas på flera olika sätt. Ett av dessa är efter inriktning, med de fem grupperingarna humaniora, samhällsvetenskaper, naturvetenskaper, formella vetenskaper och tillämpad forskning.
- Formella vetenskaper
- Empiriska vetenskaper
  - Humanvetenskaper
    - Beteendevetenskaper
    - Humanistiska vetenskaper
    - Samhällsvetenskaper

  - Naturvetenskaper
- Tillämpade vetenskaper

En grundläggande uppdelning är mellan formella och empiriska vetenskaper, där matematik och logik kan sägas tillhöra den förstnämnda gruppen och natur- och humanvetenskaper den sistnämnda. Humanvetenskaper kan då i sin tur delas in i beteendevetenskaper, samhällsvetenskaper och humanistiska vetenskaper (humaniora). Exempel på naturvetenskaper är fysik, kemi och biologi, exempel på beteendevetenskaper psykologi och pedagogik. Samhällsvetenskaper inkluderar bland annat sociologi, statslära, kulturgeografi och nationalekonomi, medan historia, lingvistik och filologi är humanistiska vetenskaper. Bland de tillämpade vetenskaperna finns medicin, lantbruksvetenskap och skogsvetenskap.
De olika vetenskaperna motsvaras ofta av särskilda universitetsfakulteter.

## Historik
Bland de tidigast definierade akademiska ämnena är de med rötter i den klassiska grekisk-romerska akademiska traditionen. Där skiljde man ursprungligen mellan två grupper, där den ena bildades av de formella ämnena grammatik, retorik och dialektik/logik och den andra av de matematiskt inriktade disciplinerna aritmetik, geometri, astronomi och musik. Den första gruppen kallades även för trivium ('allmän plats, vägskäl – där tre vägar möts'), den andra för quadrivium ('korsväg, där fyra vägar möts'). Tillsammans beskrevs dessa läroämnen som (septem) artes liberales, vilket på svenska i regel översatts som 'de (sju) fria konsterna'.
Ovanstående sju ämnen var under medeltiden grundläggande läroämnen vid kloster- och katedralskolor i Europa, liksom vid de tidiga universitetens filosofiska fakulteter. Länge baserades strukturen i dessa "fria konster" på lexikonet Etymologiae, författat cirka 620 e.Kr. av Isidorus av Sevilla. Efter hand vidgades dock omfattningen av läroämnena, och utvecklingen tog fart från 1100-talet då kännedomen om den antika vetenskapen började bli mer känd runt om i Västeuropa. Begreppet fria konster syftade på att de anstod fria män, vilket sattes i motsats till de enklare hantverken. Under medeltiden fanns också en bildningsoptimistisk tolkning, där de fria konsterna sågs som frigörande – som medel att göra själen fri från okunnighetens bojor.
När universitetsväsendet utvecklades i Europa under högmedeltiden, formades lärandet på de olika läroinstitutionerna utifrån fyra olika fakulteter – den teologiska, juridiska, medicinska och filosofiska fakulteten. Den filosofiska fakulteten gav inte möjlighet till högre examen utan fungerade som förberedande grundstudium innan studenten kunde gå vidare vid endera av de tre andra, högre fakulteterna.

### Titulatur i Sverige
Än på sent 1900-tal fanns rester av den grundläggande indelningen i fyra akademiska huvuddiscipliner kvar i titulaturen kring svenska akademiska utnämningar och "hattar", med teologie doktor, jur.kand., medicine doktor och fil.kand. Den har sin bakgrund i det senmedeltida universitetsväsendet (framför allt Parisuniversitetet), där den akademiska hierarkin delades in i de tre nivåerna baccalaureus (motsvarande kandidatexamen), magister artium (se magister) och professor.
De svenska universiteten övertog helt och hållet det fyrdelade examensmönstret med medeltida rötter, inledningsvis uppdelat på kandidat- och licentiat-examina. 1907 tillkom en filosofisk ämbetsexamen med titeln fil. mag., 1935 en motsvarande examen i statsvetenskap som pol. mag. Detta system har därefter ombildats genom att examenstitlarna på 1960- och 1970-talen avskaffades efter högskolereformer, medan examenstitlar blev mer knutna till konkreta ämnen och verksamheter. Bolognaprocessen har senare samordnat svensk högskoleutbildning på internationell nivå med tre nivåer (grund-, avancerad och forskarnivå) och en tillagd masterexamen på avancerad nivå.

## Exempel på ämnen
- Datalingvistik – introducerad 1970 som svenskt forskningsämne, då under titeln språklig datateknik[6]
- Filosofi – i vissa länder uppdelad i teoretisk och praktisk filosofi[7]
- Nationalekonomi – rötter till antiken[8]
- Sociologi – etablerad genom insatser av Émile Durkheim (1858–1917)[9]